# 覆苞毛建草
覆苞毛建草（学名：Dracocephalum imbricatum）为唇形科青兰属下的一个种。

## 扩展阅读
- 維基物種上的相關：覆苞毛建草